# Charles Bronson
Pour les articles homonymes, voir Charles Bronson (homonymie) et Bronson.
Charles Dennis Buchinsky (en lituanien : Karolis Dionyzas Bučinskis), dit Charles Bronson /t͡ʃɑɹlz ˈbɹɑnsən/, né le 3 novembre 1921, à Ehrenfeld (Pennsylvanie) et mort le 30 août 2003 à Los Angeles (Californie), est un acteur américain. Avec son physique impressionnant et son visage dur, Charles Bronson fut souvent habitué à des rôles virils, dont quelques-uns sont entrés dans la légende. 
Il reste pour des générations de cinéphiles un des Sept Mercenaires (1960), le roi du tunnel de La Grande Évasion (1963), un des Douze Salopards (1967), l'inoubliable homme à l'harmonica de Il était une fois dans l'Ouest (1968), et le Justicier dans la ville (1974).

## Biographie

### Famille et début au théâtre
Charles Dennis Buchinsky, futur Charles Bronson, est le onzième enfant de la famille catholique de Valteris P. Bučinskis (américanisé en Walter Buchinsky), né à Druskininkai (Lituanie), et de Mary Valinsky, née en Pennsylvanie. Les parents de Mary Valinsky (en lituanien : Marija Valinskis), citoyenne américaine de naissance, viennent de Lituanie comme son mari.
Charles Bronson est ainsi d'origine lituanienne. Toutefois un auteur polonais affirme que Buchinsky pourrait avoir de lointains ancêtres tatars du côté de son père, ce qu'il a confirmé lui-même d'une certaine manière en expliquant sa ressemblance avec les Amérindiens par « (ses) origines mongoles. Mongols et Amérindiens sont de la même race ». En raison de cette présomption fondée seulement sur certaines de ses caractéristiques physiques, quelques livres des années 2010 ont également évoqué cette ascendance qui n'a jamais été mentionnée par lui-même.
Il est d'abord mineur de fond à 1 $ la tonne de charbon, puis mitrailleur de queue d'un bombardier pendant la Seconde Guerre mondiale. Démobilisé en février 1946, il part pour Philadelphie tenter sa chance et s'inscrit grâce au G.I. Bill l'année suivante dans une école de dessin ; il a alors 27 ans. Sur place, il se lie d'amitié avec un dénommé Jack Klugman, dont il partage l'appartement jusqu'en 1949.
Durant cette période, il entre dans la troupe de théâtre locale et joue des rôles secondaires dans diverses pièces. Il passe ainsi une audition avec Elia Kazan pour Un tramway nommé Désir de Tennessee Williams. Il est garçon de chaises à Atlantic City, où des acteurs de cinéma de passage dans les casinos de la ville lui conseillent, en raison de son physique, de tenter sa chance à Hollywood. En 1949, il épouse à Atlantic City Harriet Tendler, qu'il avait rencontrée au théâtre deux ans plus tôt, avant de partir pour la Californie. La même année, il est admis au célèbre théâtre de Pasadena, puis se fait remarquer dans La Grand'Route d'August Strindberg.
Son nom de scène « Bronson » est inspiré du Bronson Gate, le nom d'un portail d'entrée des Paramount Studios sur la Bronson Avenue.

### Les premiers films
Celui qui garde son nom de Charles Buchinsky de 1951 à 1954 obtient son premier rôle au cinéma en 1951, non crédité au générique, dans le film La marine est dans le lac d’Henry Hathaway[pas clair]. Son rôle est celui d'un marin polonais, Wascylewski. Avec son premier film, Bronson rencontre Gary Cooper. Ce dernier le conseille et lui sera une aide précieuse pour la suite de sa carrière.
Son deuxième film, Le peuple accuse O'Hara, permet à Bronson de rencontrer le réalisateur John Sturges, qui saura se souvenir de l'acteur neuf ans plus tard lors du film Les Sept Mercenaires. Poursuivant les rôles, Bronson termine l'année avec Dans la gueule du loup où il incarne un docker musclé. En 1952, il fait des apparitions non créditées dans Gosses des bas-fonds et Zone de combat. Dans Mademoiselle Gagne-Tout, il joue le rôle d'un boxeur et homme de main et  est crédité pour la première fois, sous le nom de Charles Buchinsky. Il est aussi crédité, sous son nom, dans Mes six forçats. Toujours en 1952, il apparaît comme non crédité au générique dans Courrier diplomatique, dans Je retourne chez maman et dans Duel dans la forêt.
Charles Bronson a tourné plus de 150 films pour la télévision, entre 1952 et 1998, dont notamment :
- Man with a Camera (1958-1960), Empire (1962),
- Les Voyages de Jaimie McPheeters (1964),
- Tel père... tel flic ! (1996-1998).

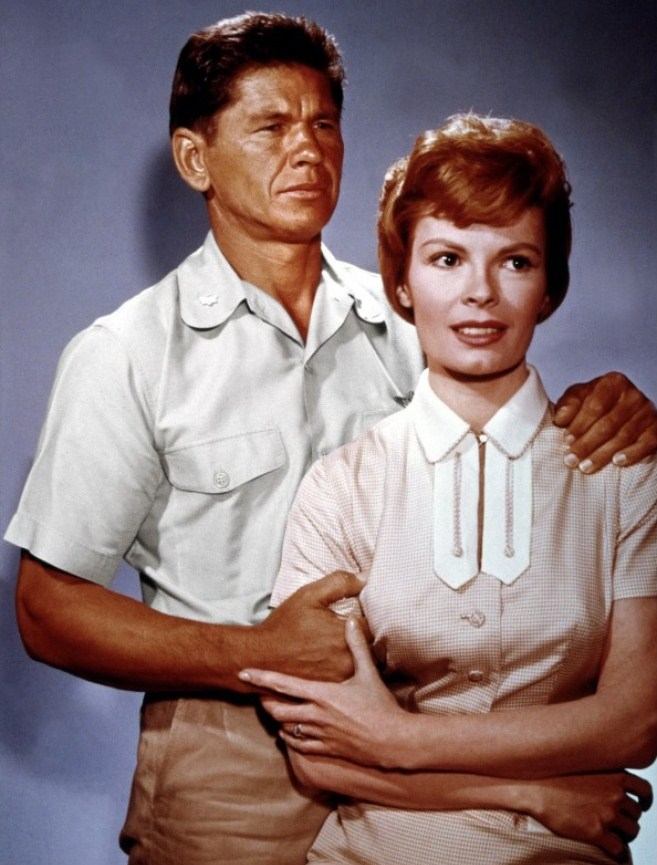
Avec Patricia Owens dans X-15 (1961).

En tant qu'artiste invité, l'acteur apparaît souvent en boxeur (M Squad avec Lee Marvin, Playhouse 90, Roy Rogers, One Step Beyond) ou en méchant de western (Bonanza, Rawhide avec Clint Eastwood, Have Gun - Will Travel, Gunsmoke). Il a également interprété un rôle de soldat pacifiste dans la série La Quatrième Dimension (épisode Two, avec Elizabeth Montgomery), et de gangster gitan dans Les Incorruptibles (épisode The Death Tree ). Mais il est aussi quelquefois le partenaire du héros : Le Fugitif, Le Virginien.

### La consécration par le western

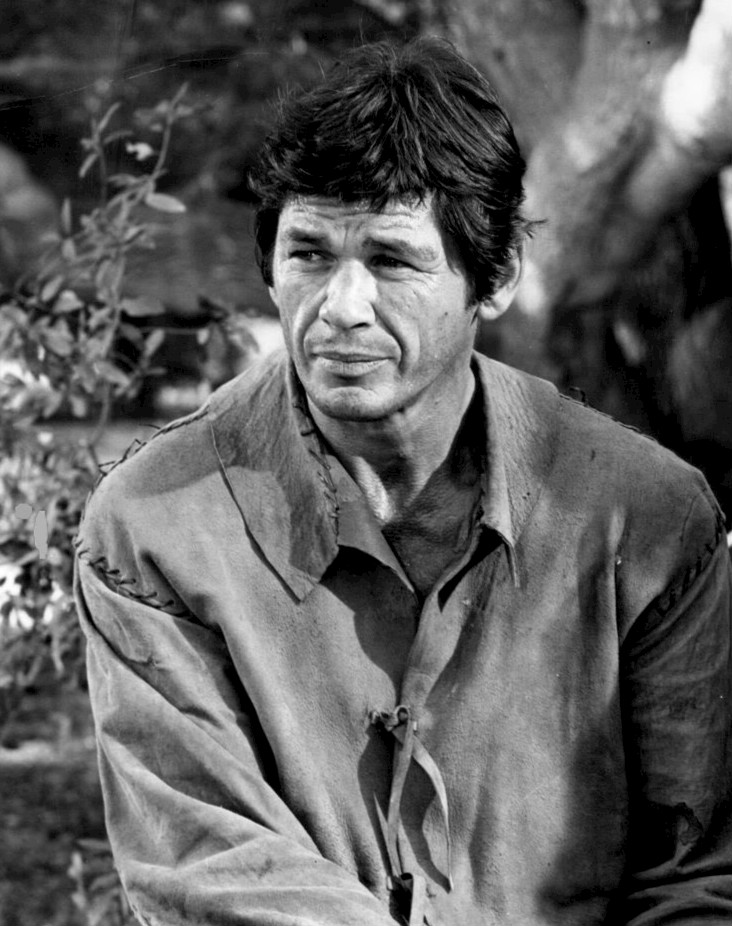
Charles Bronson en 1963, dans la série Les Voyages de Jaimie McPheeters.

Sa carrière de cinéma décolle au début des années soixante, notamment grâce à son rôle de Bernardo O'Reilly, un bûcheron irlando-mexicain engagé par Chris Adams (Yul Brynner) pour aider les habitants d'un petit village du Mexique fréquemment attaqué par une troupe de bandits mexicains, dans Les Sept Mercenaires de John Sturges.
Trois ans plus tard, John Sturges lui propose de jouer dans La Grande Évasion. Au grand dam de Charles Bronson, las d'être cantonné au second plan, il propose le rôle principal à un autre des mercenaires : Steve McQueen.
En 1964, Sergio Leone lui propose d'être « L'homme sans nom » dans Pour une poignée de dollars, film qui ouvre la célèbre « Trilogie du dollar » du réalisateur italien. Un rôle-titre pour un film qui allait connaître le succès que l'on sait... sauf que Sergio Leone n'a pas encore conquis le monde et que Charles Bronson est trop cher pour le budget du film. Une première occasion manquée.
En 1967, il interprète à contre-cœur Joseph T. Wladislaw dans Les Douze Salopards, un film de guerre américain signé Robert Aldrich et doté d'un casting imposant : outre Bronson, on y retrouve notamment Lee Marvin, Robert Ryan, George Kennedy et Telly Salavas. Le film se déroule durant la deuxième guerre mondiale et Bronson y joue un militaire condamné pour avoir tué un officier qui avait, selon lui, envoyé des soldats à la mort inutilement.   À sa sortie, le film connait un franc succès critique et commercial.
On retrouve Bronson en France, alors qu'il donne la réplique à Alain Delon dans Adieu l'ami, un 'film de casse' réalisé par Jean Herman.
En 1968, il incarne le rôle qui fait toujours sa célébrité aujourd'hui, celui de « l'Homme à l’harmonica », dans le chef-d'œuvre de Sergio Leone Il était une fois dans l'Ouest. Ce rôle éminent ne lui était pourtant pas destiné à l'origine. Le réalisateur italien souhaitait initialement reformer son trio gagnant de Le Bon, la Brute et le Truand. Problème : Clint Eastwood refuse. Sergio Leone envisage de confier ce rôle du mutique cowboy soit à Warren Beatty, soit à Terence Stamp, ou même à Jean-Paul Belmondo. C'est finalement Charles Bronson qui est choisi.
Cette même année, le 5 octobre 1968, il épouse l'actrice anglaise Jill Ireland avec laquelle il vit jusqu'à la mort de celle-ci, victime d'un cancer du sein le 18 mai 1990. Ils tournent ensemble de nombreux films.

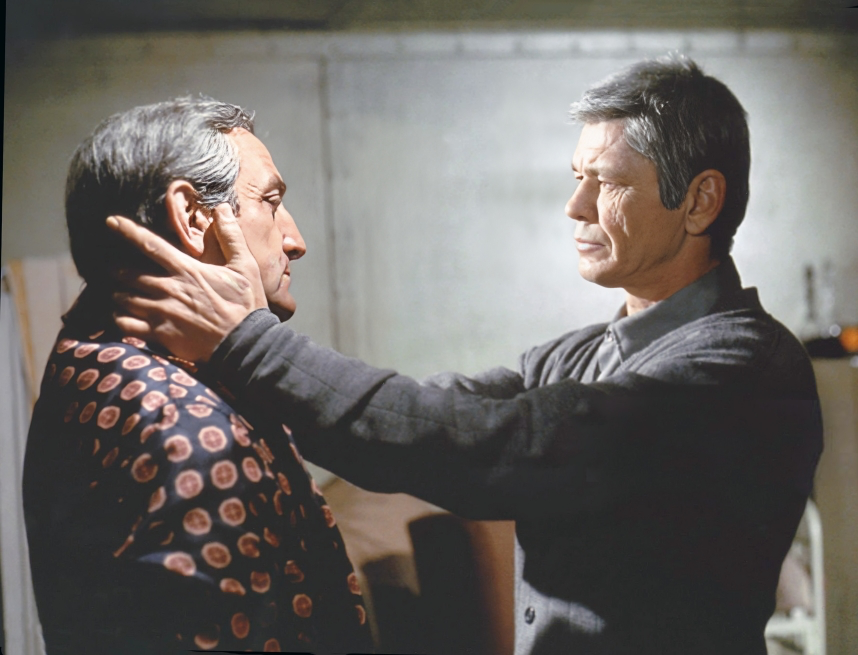
En 1972, il tourne à Rome le film Cosa nostra avec Lino Ventura.

### Le succès mondial: un justicier en quatre films
Consacré en Europe par l'impressionnant succès du film de Sergio Leone, Bronson se trouve très sollicité.
Pour Sergio Sollima, il incarne un tueur professionnel  dans le polar italien La Cité de la violence.  On le voit aussi dans Les Baroudeurs de Peter Collinson, un film d'aventures dont il partage la vedette avec Tony Curtis et Michèle Mercier.  Sous la direction  Terence Young, il joue dans la série noire De la part des copains, puis dans le western Soleil rouge, où il interprète Link Stuart, un hors-la-loi qui s'associe à un samouraï (Toshirō Mifune) pour livrer bataille contre son ancien bras droit (Alain Delon, avec qui il avait déjà joué en 1968 dans Adieu l'ami).  
En France, Bronson tourne sous la direction du vétéran René Clément dans le Le Passager de la pluie, un  thriller coécrit par Sébastien Japrisot et dans lequel il a Marlène Jobert pour partenaire.  Il incarne aussi un homme atteint de schizophrénie dans le drame psychologique Quelqu'un derrière la porte de Nicolas Gessner, aux côtés de son épouse, Jill Ireland et d'Anthony Perkins.
Durant cette période, il tourne également trois films sous la direction de Michael Winner : le western Les Collines de la terreur et les films policiers Le Flingueur, dans lequel il joue encore un tueur à gages, et Le Cercle noir, où il est cette fois-ci un policier.
C'est avec sa quatrième collaboration avec Winner, Un justicier dans la ville que Bronson connait le succès aux États-Unis en 1974, à l'âge de 52 ans. 
Il n'est pourtant pas le premier choix du réalisateur : Jack Lemmon, Henry Fonda et Georges C. Scott sont tour à tour sollicités. Et lorsque Michael Winner demande à Charles Bronson d'interpréter le rôle-titre, c'est au tour du romancier, Brian Garfield, de s'y opposer. Pour couronner le tout, Charles Bronson lui-même doute fortement de son personnage : « Le rôle était décrit comme un minable comptable new-yorkais, à la Dustin Hoffman. Le réalisateur Michael Winner m’a convaincu qu’il en ferait un architecte plus viril et que nous ferions tous un paquet de fric. » Le succès est tel qu'il tourne quatre suites à ce film de Michael Winner, au fil des années, jusqu'à L'Ultime combat (1994), qui est le dernier film de l'acteur.
Suite au succès de ce film, Bronson continue à être assez prolifique.  Il incarne le personnage principal dans Le Bagarreur, le premier film  de Walter Hill et fait un crochet du côté du western, sur un mode sérieux (Le Solitaire de Fort Humboldt de Tom Gries), et sur un mode plus humoristique (C'est arrivé entre midi et trois heures).  Il tourne deux films sous la direction de J. Lee Thompson, le polar néo-noir Monsieur St. Ives et le western Le Bison blanc.  On le voit aussi dans le film d'espionnage  Un espion de trop, seule collaboration entre Bronson et le vétéran Don Siegel.
Les années qui suivent voient la popularité de Bronson s'éroder. Au cours des années 1980, il travaille essentiellement pour la firme Cannon, dirigée par les producteurs Menahem Golan et Yoran Globus, et apparait dans des films assez violents dans lesquels il joue les justiciers (Un justicier dans la ville 2 de Michael Winner, L'Enfer de la violence de J. Lee Thompson, ...)     
Archie Cash, le héros de la bande dessinée, a été volontairement dessiné sous les traits de l'acteur américain Charles Bronson qui joue dans ses films un rôle similaire de justicier.

### Mort
Atteint de la maladie d'Alzheimer, il meurt d'une pneumonie aiguë, le 30 août 2003 à Los Angeles, à l'âge de quatre-vingt-un ans.

### Vie privée
Charles Bronson s'est marié trois fois : en premières noces avec Harriet Tendler, en deuxièmes noces avec Jill Ireland et en troisièmes noces avec Kim Weeks.
De sa première union, sont issus Tony et Suzanne et de sa seconde union, Zuleika et Katrina, fille d'une amie décédée qu'il a adoptée avec Jill Ireland quand elle avait 14 ans.

## L'éternel Indien
Charles Bronson devint l'un des « Indiens » les plus célèbres de Hollywood. Robert C. Cumbow dans son ouvrage  The Films of Sergio Leone, indique que le physique typé de l'acteur, avec ses cheveux noirs épais, son visage buriné et bronzé, et ses yeux bleu-vert, le destinait naturellement, d'après les conceptions d'Hollywood, à incarner des caractères ethniquement marqués.

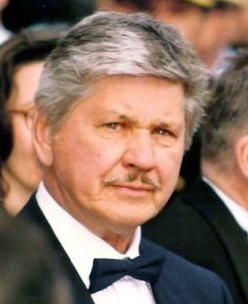
Charles Bronson au Festival de Cannes 1987.

Dans le film pro-indien Bronco apache de Robert Aldrich, Bronson joue un Apache ayant trahi les siens. Il incarne le fameux Captain Jack dans le film de Delmer Daves : L'Aigle solitaire. Il incarne ensuite un chef dans Le Jugement des flèches, de Samuel Fuller. Dans La Bataille de San Sebastian d’Henri Verneuil, il incarne un métis haineux opposé à l'invasion de son territoire. Entretemps, en 1959, dans le film de guerre La Proie des vautours, il incarne un militaire métis qu'un autre soldat primairement raciste ne cesse de taquiner en l'appelant « grand-chef peau-rouge ».
Dans Les Sept Mercenaires il est un tireur d'élite mexicano-irlandais, Bernardo O'Reilly : « Irlandais par mon père, Mexicain par ma mère, moi au milieu » s'y définit-il.
Sergio Leone exploite cette « ambivalence ethnique » pour le rôle de Harmonica, le tueur silencieux d'Il était une fois dans l'Ouest, où le flashback le montre sous les traits d'un jeune latino aux yeux marron qui porte des lentilles de contact de couleur bleu-vert afin de correspondre à la couleur des yeux de Bronson. Mais c'est explicitement sous les traits d'un Mexicain à part entière que Charles Bronson apparaît en 1968 dans Pancho Villa, Rodolfo Fierro, lieutenant du célèbre chef révolutionnaire interprété ici par Yul Brynner.
Enfin, en 1972, il incarne un Apache vengeur dans Les Collines de la terreur de Michael Winner. L'année suivante il interprète, dans Chino, un éleveur de chevaux rejeté par sa communauté en raison de ses origines amérindiennes.

## Filmographie

### Cinéma

#### Années 1950
- 1951 : La marine est dans le lac (You're in the Navy now) de Henry Hathaway (comme Charles Buchinsky) : Wascylewski
- 1951 : Le peuple accuse O'Hara (The people against O'Hara) de John Sturges (comme Charles Buchinsky) : Angelo Korvac
- 1951 : Dans la gueule du loup (The Mob) de Robert Parrish (comme Charles Buchinski) : Jack
- 1952 : Je retourne chez maman (The Marrying Kind) de George Cukor (comme Charles Buchinsky) : Eddie
- 1952 : Duel dans la forêt (Red Skies of Montana) de Joseph M. Newman (comme Charles Buchinsky) : Neff
- 1952 : Mes six forçats (My Six Convicts) de Hugo Fregonese (comme Charles Buchinsky) : Jocko
- 1952 : Courrier diplomatique (Diplomatic Courier) de Henry Hathaway (comme Charles Buchinsky) : l'agent russe
- 1952 : Mademoiselle gagne tout (Pat and Mike) de George Cukor (comme Charles Buchinsky) : Hank Tasling
- 1952 : Gosses des bas-fonds (Bloodhounds of Broadway) d'Harmon Jones (comme Charles Buchinsky) : "Pittsburgh Philo" Green
- 1952 : Le sillage de la mort (Torpedo Alley) de Lew Landers
- 1953 : Le Clown (The Clown)  de Robert Z. Leonard (comme Charles Buchinsky) : Eddie
- 1953 : L'Homme au masque de cire (House of Wax) d'André de Toth (comme Charles Buchinsky) : Igor
- 1953 : La Belle du Pacifique (Miss Sadie Thompson) de Curtis Bernhardt (comme Charles Buchinsky) : soldat Edwards
- 1953 : Chasse au gang (Crime Wave) d'André de Toth (comme Charles Buchinsky) : Ben Hastings
- 1953 : Tennessee Champ (Tennessee Champ) de Fred M. Wilcox (comme Charles Buchinsky) : Sixty Jubel
- 1954 : Le Cavalier traqué (Riding Shotgun) d'André de Toth (comme Charles Buchinsky) : Pinto
- 1954 : Bronco apache (Apache) de Robert Aldrich (comme Charles Buchinsky) : Hondo
- 1954 : Vera Cruz de Robert Aldrich (comme Charles Buchinsky) : Pittsburgh
- 1954 : L'Aigle solitaire (Drum Beat) de Delmer Daves : capitaine Jack Kintpuash
- 1955 : Le Pacte des tueurs (Big House U.S.A.) de Howard W. Koch : Benny Kelly
- 1955 : Dix Hommes pour l'enfer (Target Zero) de Harmon Jones sergent Vince Gaspari
- 1956 : L'Homme de nulle part (Jubal) de Delmer Daves : Reb Haislipp
- 1957 : Le Jugement des flèches (Run of the Arrow) de Samuel Fuller

Buffalo Bill/le Bison bleu
- 1958 : Syndicat du crime (en) (Gang War) de Gene Fowler Jr. : Alan Avery
- 1958 : Confessions d'un tueur (Showdown at Boot Hill) de Gene Fowler Jr. : Luke Welsh
- 1958 : Mitraillette Kelly (Machine-Gun Kelly) de Roger Corman : Machine Gun Kelly
- 1958 : 10, rue Frederick (Ten North Frederick) de Philip Dunne
- 1958 : L'Enfer des humains (en) (When Hell Broke Loose) de Kenneth G. Crane : Steve Boland
- 1959 : La Proie des vautours (Never so Few) de John Sturges : sergent John Danforth

#### Années 1960
- 1960 : Les Sept Mercenaires (The Magnificent Seven) de John Sturges : Bernardo O'Reilly
- 1961 : Le Maître du monde (Master of the World) de William Witney : John Strock
- 1961 : Tonnerre apache (A Thunder of Drums) de Joseph M. Newman : Trooper Hanna
- 1961 : X-15 (X-15) de Richard Donner : lieutenant-colonel Lee Brandon
- 1962 : Un direct au cœur (Kid Galahad) de Phil Karlson : Lew Nyack
- 1963 : La Grande Évasion (The Great Escape) de John Sturges : le lieutenant Daniel Wellinski, alias « Danny, le roi du tunnel »
- 1963 : Quatre du Texas (Four for Texas) de Robert Aldrich : Matson
- 1964 : Le Californien (Guns of Diablo) de Boris Sagal : Linc Murdock
- 1965 : Le Chevalier des sables (The Sandpiper) de Vincente Minnelli

Cos Erickson
- 1965 : La Bataille des Ardennes (Battle of the Bulge) de Ken Annakin : Major Wolenski
- 1966 : Propriété interdite (This Property Is Condemned), de Sydney Pollack : J.J. Nichols
- 1967 : Les Douze Salopards (The Dirty Dozen) de Robert Aldrich : Joseph Wladislaw
- 1968 : La Bataille de San Sebastian (Guns for San Sebastian) d'Henri Verneuil : Teclo
- 1968 : Pancho Villa (Villa Rides) de Buzz Kulik : Rodolfo Fierro
- 1968 : Adieu l'ami (Honor Among Thieves) de Jean Herman : Franz Propp
- 1968 : Il était une fois dans l'Ouest (Once Upon a Time in the West) de Sergio Leone : Harmonica
- 1969 : L'Ange et le Démon (Twinky) de Richard Donner : Scorr Wardman

#### Années 1970
- 1970 : La Cité de la violence (Citta Violenta) de Sergio Sollima : Jeff Heston
- 1970 : De la part des copains (Cold Sweat) de Terence Young : Joe Moran alias Joe Martin
- 1970 : Les Baroudeurs (You can't Win'Em All) de Peter Collinson : Adam Dyer
- 1970 : Le Passager de la pluie (Rider On The Rain) de René Clément : colonel Harry Dobbs
- 1971 : Quelqu'un derrière la porte de Nicolas Gessner : l'étranger
- 1971 : Soleil rouge (Red Sun) de Terence Young : Link Stuart
- 1972 : Les Collines de la terreur (Chato's land) de Michael Winner : Pardon Chato
- 1972 : Le Flingueur (The Mechanic) de Michael Winner : Arthur Bishop
- 1972 : Cosa Nostra (Joe Valachi : I segreti di Cosa Nostra) de Terence Young : Joe Valachi
- 1973 : Le Cercle noir (The Stone Killer) de Michael Winner : Lou Torrey
- 1974 : Chino (Valdez II Mezzosangue) de John Sturges : Chino Valdez
- 1974 : Un justicier dans la ville (Death Wish) de Michael Winner : Paul Kersey
- 1974 : Mister Majestyk (Mister Majestyk) de Richard Fleischer : Vince Majestyk
- 1975 : Le Bagarreur (Hard Times - The Street Fighter) de Walter Hill :  Chaney
- 1975 : L'Évadé (Breakout) de Tom Gries : Nick Colton
- 1975 : Le Solitaire de Fort Humboldt (Breakheart Pass) de Tom Gries : Deakin
- 1976 : C'est arrivé entre midi et trois heures (From Noon Till Three) de Frank D. Gilroy : Graham Dorsey
- 1976 : Monsieur St. Ives (St. Ives) de J. Lee Thompson : Raymond St Ives
- 1977 : Raid sur Entebbe (Raid on Entebbe) de Irvin Kershner : général de brigade Dan Shomron
- 1977 : Le Bison blanc (The White Buffalo) de J. Lee Thompson : Wild Bill Hickok
- 1977 : Un espion de trop (Telefon) de Don Siegel : Major Grigori Bortsov
- 1979 : Avec les compliments de Charlie (Love and Bullets) de Stuart Rosenberg : Charlie Congers

#### Années 1980
- 1980 : Cabo Blanco de J. Lee Thompson : Gifford Hoyt
- 1981 : Chicanos, chasseur de têtes (Borderline) de Jerrold Freedman : Jeb Maynard
- 1981 : Chasse à mort (Death Hunt) de Peter Hunt : Albert Johnson : Albert Johnson
- 1982 : Un justicier dans la ville 2 (Death Wish II) de Michael Winner : Paul Kersey
- 1983 : Le Justicier de minuit (Ten To Midnight) de J. Lee Thompson : Leo Kessler
- 1984 : L'Enfer de la violence (The Evil That Men Do) de J. Lee Thompson : Holland
- 1985 : Le Justicier de New York (Death Wish III) de Michael Winner : Paul Kersey
- 1986 : La Loi de Murphy (Murphy's Law) de J. Lee Thompson : Jack Murphy
- 1987 : Protection rapprochée (Assassination) de Peter Hunt : Jay Killian
- 1987 : Le justicier braque les dealers (Death Wish IV) de J. Lee Thompson : Paul Kersey
- 1988 : Le Messager de la mort (Messenger of Death) de J. Lee Thompson : Garret Smith
- 1989 : Kinjite, sujets tabous (Kinjite: Forbidden Subjects) de J. Lee Thompson : lieutenant Crowe

#### Années 1990
- 1991 : The Indian Runner de Sean Penn : Mr. Roberts
- 1994 : Le Justicier : L'Ultime Combat (Death Wish V: The Face of Death) d'Allan A. Goldstein : Paul Kersey

### Télévision

#### Années 1950
- 1952 : Bill Backer, USA, saison 1 épisode 1 (Koblen) et épisode 5 (Alpine Assignment) : Un espion tchèque / Wilhelm
- 1952 : The Red Skelton Show, émission (Fancy Footwork) : Perky
- 1952 : The Roy Rogers Show, saison 2 épisode 8 (The Knockout) : Willie Killer Conley
- 1952-1953 : The Doctor, saison 1 épisode 10 (The Guest) et épisode 22 (Take the Odds) : Joe Langan / rôle sans nom
- 1953 : Chevron Theatre, saison 2 épisode 1 (Island of Stone) et épisode 6 (Adventure in Java) : rôles sans nom
- 1953 : Schlitz Playhouse of Stars, saison 3 épisode 6 (The Long Shot) : Sergent Roy Smith
- 1953 : Four Star Playhouse, saison 2 épisode 5 (The Witness) : Frank Dana
- 1954 : Waterfront, saison 2 épisode 14 (Trestle Point) : Danny Cook alias Bob Hayden
- 1954-1955 : Treasury Men in Action (en), saison 5 épisode 10 (The Case of the Escaped Convict), épisode 25 (The Case of the Deadly Dilemma) et épisode 36 (The Case of the Shot in the Dark) : Ollie Blake / Frankie Ames / Vince Sanderson
- 1954-1956 : Medic , saison 1 épisode 6 (My Brother Joe) et saison 2 épisode 18 (Who Search for Truth) : Docteur John Bircher / Alexis St. Martin
- 1955 : The Joe Palooka Story, saison 1 épisode 2 (Two Rings for Eddie) et épisode 10 (The Neutral Corner) : Eddie Crane
- 1955 : Lux Video Theatre (en), saison 5 épisode 25 (A Bell for Adano) : Sergent Borth
- 1955 : The Man Behind the Badge (en), saison 2 épisode 7 (The Case of the Invisible Mark) : Ralph
- 1955 : The Public Defender (en), saison 2 épisode 30 (Cornered) : Nobby Bullaid
- 1955 : Stage 7 (en), saison 1 épisode 4 (Debt of Honor) et épisode 18 (The Time of Day) : Murray Forman / Jerry Donn
- 1955 : The Pepsi-Cola Playhouse, saison 2 épisode 37 (Woman in the Mine) : Joe Krossen
- 1955 : Luke and the Tenderfoot, saison 1 épisode 2 (The John Wesley Hardin Story) : John Wesley Hardin
- 1955 : Cavalcade of America (en), saison 4 épisode 6 (A Chain of Hearts) : John Stanizewski
- 1955 : Alfred Hitchcock présente :  Saison 1, épisode 22 : La mort de Riabouchinska (And So Died Riabouchinska)
- 1956 : Have Camera Will Travel de William A. Seiter (téléfilm) : Reese
- 1956 : Warner Bros. Presents, saison 1 épisode 28 (Explosion) et épisode 34 (Deep Freeze) : Brodsky / Vic
- 1956 : Telephone Time (en), saison 2 épisode 6 (She Sette Her Little Foot) : rôle sans nom
- 1956 : Wire Service (en), saison 1 épisode 10 (The Avengers) : Sam Adams
- 1956-1958 : Gunsmoke, saison 1 épisode 28 (The Killer) et saison 4 épisode 8 (Lost Rifle) : Crego / Ben Tiple
- 1956 : Crusader, saison 1 episode 3 et 20 : Mike Brod
- 1956 : Alfred Hitchcock présente :  Saison 1, épisode 25 : La vieille (There Was an Old Woman)
- 1957 : Studio 57, saison 3 épisode 15 (Outpost) : Dawson
- 1957 : The Sheriff of Cochise (en), saison 1 épisode 18 (Apache Kid) : Zenogalache
- 1957 : The O. Henry Playhouse (en), saison 1 épisode 4 (Two Renegades) : Barney O'Keefe
- 1957 : The Millionaire (en), saison 3 épisode 25 (Millionaire Jerry Bell) : Jerry Bell
- 1957 : Hey, Jeannie ! (en), saison 1 épisode 24 (Jeannie the Policewoman) : Rocky Harman
- 1957 : Those Whiting Girls, saison 2 épisode 3 (Family Skelton) : Martin Carroll
- 1957 : Richard Diamond, saison 1 épisode 10 (The Pete Rocco Case) : Dan Rocco
- 1957 : Colt .45 (en), saison 1 épisode 9 (Young Gun) : Danny Gordon
- 1957 : Suspicion, saison 1 épisode 12 (Doomsday) : Cal
- 1957 : Studio One, saison 10 épisodes 12 et 13 (No Deadly Medicine: Part 1 and 2) : Cal
- 1958-1960 : Man with a Camera - saison unique, 29 épisodes : Mike Kovac
- 1958 : The Court of Last Resort (en), saison 1 épisode 15 (The Steve Hrdilka Case) : Steve Hrdlika
- 1958 : M Squad, saison 1 épisode 30 (The Fight) : Eddie Loder
- 1958 : Sugarfoot, saison 1 épisode 12 (Man Wanted) et épisode 19 (The Bullet and the Cross) : Sandy Randall / Cliff Raven
- 1958 : The Walter Winchell Files (en), saison 2 épisode 6 (Fight Night) : Eggers
- 1958 : Tales of Wells Fargo (en), saison 3 épisode 6 (Butch Cassidy) : Butch Cassidy
- 1959 : U.S. Marshal (en), saison 1 épisode 16 (Pursuit) : Soldat Ravenal

#### Années 1960
- 1961 : La Quatrième Dimension (The Twilight Zone) - saison 3, épisode 1 : Deux (Two) : L'homme
- 1962 : Alfred Hitchcock présente, Saison 7, épisode 18 :"Instinct de survie" (The Woman Who Wanted to Live)
- 1962 : Les Incorruptibles (The Untouchables) - saison 3, épisode 16 : L’Arbre de la mort (The Death Tree) : Janos Colescou
- 1963-1964 : Les Voyages de Jaimie McPheeters (The Travels of Jaimie McPheeters), saison unique, 13 épisodes : Link Murdock
- 1965 : Combat ! (Combat): Valesques
- 1965 : Rawhide (Rawhide) : Del Lingman (Saison 8 épis 10 "Duel at Daybreak", Charles Bronson avec Clint Eastwood)
- 1965 : La Grande Vallée (The Big Valley), saison 1, épisode 9 : Enterrés vivants (Earthquake !) : Tate
- 1965 : Le Virginien , saison 4 épisode 8 : Nobility of kings : Justin

- 1967 : Le Virginien , saison 6 épisode 1 : ( Reckoning (L'Homme qui nous a donné)) : Harge Talbot

#### Années 1990
- 1991 : Le Messager de l'espoir (en) (Yes, Virginia, there is a Santa Claus) de Charles Jarrott (téléfilm) : Francis Church
- 1993 : Le Loup de mer (en) (The Sea Wolf) de Michael Anderson (téléfilm) : Capitaine Wolf Larsen
- 1993 : Donato père et fille (Donato and Daughter) de Rod Holcomb (téléfilm) : Sergent Mike Donato
- 1995 : Tel père... tel flic ! (A Family of Cops) de Ted Kotcheff (téléfilm) : Commissaire Paul Fein
- 1995 : 100 years of the Hollywood Western de Jack Hatey, Jr (Documentaire) : Lui-même
- 1997 : Le justicier braque la mafia (Family of Cops 2) de David Greene (téléfilm) : Commissaire Paul Fein
- 1999 : Le justicier reprend les armes, aussi connu sous le titre Preuve contre vérité[12], (Family of Cops 3) de Sheldon Larry (téléfilm) : Commissaire Paul Fein

## Voix françaises
En France, Charles Bronson n'avait pas de voix française attitrée. Dans les années 1960, 1970 et 1980, il fut principalement doublé par Claude Bertrand, Marcel Bozzuffi et Edmond Bernard.

### Documentaire
- Charles Bronson, le génie du mâle, documentaire de Jean Lauritano (2019)